# Polygala furcata
Polygala furcata är en jungfrulinsväxtart som beskrevs av John Forbes Royle. Polygala furcata ingår i släktet jungfrulinssläktet, och familjen jungfrulinsväxter. Inga underarter finns listade i Catalogue of Life.